# (15376) Marták
(15376) Marták est un astéroïde de la ceinture principale extérieure.

## Description
(15376) Martak est un astéroïde de la ceinture principale extérieure. Il fut découvert le 1er février 1997 à Modra par Peter Kolény et Leonard Kornoš. Il présente une orbite caractérisée par un demi-grand axe de 3,94 UA, une excentricité de 0,31 et une inclinaison de 2,9° par rapport à l'écliptique.

## Compléments